# 野田成人
野田 成人（のだ なるひと、1966年11月15日 - ）は、Aleph（旧「オウム真理教」）元代表。ホーリーネームはヴァジラティクシュナーで通称はVT。省庁制が採用された後は、「車両省大臣」となった。高校・大学の後輩である豊田亨に出家を勧めた張本人。
現在は脱会して宗教活動から離れ、ホームレス支援活動を行っている。

## 来歴

### オウム入信前
白陵中学校・高等学校を経て、1985年、東京大学に進学。在学中はノーベル物理学賞を目指し、友人達に「ノーベル賞を取り、理論物理学において大理論を打ち立て、物理学史上さらには人類史上に、ニュートン、アインシュタインをはるかに上回る超特大金字塔を打ち立てよう」と真剣に語っていた。しかし「ある研究者にだけはどうしても勝てない」「途方もない目標の重圧の苦しみのあまり、自己の存在そのものを消して自殺したい」と思い悩むようになる。挫折を経験したことで精神世界に興味を持ちはじめ、書店の精神世界コーナーを物色中、麻原彰晃の著書『超能力秘密の開発法』に出会う。そこに書かれていた『輪廻からの解脱』という概念は斬新で衝撃的だった。それは自分が今生きていることの意味合いを、正面から問い直すものだった。野田は「昔の日本仏教は神仏習合とか生まれ変わりとか、漠然とした見えないものに対する信仰があったが、戦後の教育や思想からはなくなった。そんな中で麻原の理論は明確だ」と感じた。
1987年、麻原の思想への共鳴や絶対的なものにすがる思いから、3年次に東京大学理学部物理学科に進むと同時に20歳でオウム真理教に入信。
同年10月に出家し、のちに大学を中退した。

### オウム入信後
野田の入信時、食事も喉を通らず仕事も手につかない状態になって反対していた父親も、後日オウムの書籍を読んで入信している。
教団ではオウムの兵器開発計画に携わり、省庁制施行後は『車両省大臣』に就任した。
1995年の地下鉄サリン事件の3日前に正悟師に昇格。この時の麻原通達で一挙に十数名が昇格したが、その中には林郁夫・小池泰男・中川智正・土谷正実・井上嘉浩等、教団の凶悪犯罪に深く関わったものが多かった。だが、野田の関わった亀戸異臭事件などの生物兵器計画や核兵器開発計画は実害が無かったので罪に問われることは無かった。
1995年の省庁制廃止後は、長老部のメンバーとなり教団を運営した。「アーレフ」になっても幹部として留まり、教団のパソコン事業を統括した。
口座開設を断った銀行員を「右翼の街宣車を回す」などと脅したとして、2000年1月24日、東京拘置所面会所前に止めた車の中にいたところを、暴力行為等処罰ニ関スル法律違反容疑で逮捕されたが、2月9日に釈放された。
2004年7月6日に「桃源クリーム事件」（都道府県知事から医薬品販売の許可を受けていない医薬品を720人に販売した事件）で薬事法違反容疑でまた逮捕される。裁判では懲役1年6月、執行猶予5年の有罪判決を受けた。
アーレフ代表の上祐史浩の脱会直前の2007年3月1日に、2月10日の役員会で上祐の後任の代表と決議され、その決議に代表に就任したと教団内部向けに発表し、その後すぐマスコミ各社に向けて同様の内容を発表した。また、代表派は、アーレフ脱会の報道発表資料において上祐によって送付された代表者出家信者一同の脱会通知メールの内容を公表していて、その宛先は「宗教団体・アーレフ 新代表役員 野田成人 殿」となっている。
一方、アーレフを主導するA派は、野田の代表就任について、「法的有効性について極めて疑わしい」としていることを広報部を通して公表している。野田自身も、A派が野田の代表就任を認めていないこと、教団運営上の実権を有していないことを認めている。
2009年3月9日付で教団から除名されたことを2009年3月19日の会見で明らかにした。
理由は、麻原が処刑されなければ洗脳は解けないんじゃないか、という内容の文章をブログで書いたことであった。その後は、自ら立ち上げたNPO団体みどりの家族代表として、ホームレス支援活動を行い、事業の収益の一部をオウム真理教事件被害者賠償に回している。また事業により、2013年には固定資産評価額が1億円を超え、これも将来的には遺言によりオウム真理教犯罪被害者支援機構に遺贈されるとする。
1995年に発生した警察庁長官狙撃事件については、当時の状況からオウム真理教の関与が疑われても仕方ないとしつつも、他の事件と違い教団内で噂が広まらなかったことから、オウムの犯行とする警視庁の所見に懐疑的な見解を示している。

## 人物評
- 「野田君は昭和62年秋頃に出家の決意をした。理由は週初臆（『就職』の誤りと見られる）しても先が見えている。オウムなら将来、幹部になれるかもしれない。という極めて不純な動機だった。当時、和田平セミナーで50Lのガージャカラニー（塩水を飲んで吐く）を続け、持病の喘息を完治したのがキッカケとなった。上祐の下でワークを積んだ彼は、事務能力には長けているが対人能力では劣っていた。プライドが強いので感情をコントロールするのが下手だった。しかし情熱的で一途なところもある。実直で優秀な秘書タイプの弟子だといえる。彼も幹部会議や大師会議に出席したことがない」－岡﨑一明[18]

## 著書
- 革命か戦争か―オウムはグローバル資本主義への警鐘だった（サイゾー、2010年）